# Czapajew (obwód rostowski)
Czapajew (ros. Чапаев) – chutor w Rosji, w obwodzie rostowskim, w rejonie biełokalitwińskim. W 2021 liczył 893 mieszkańców.